# 范弗萊克天文台
范弗萊克天文台（VVO, IAU code 298）是衛斯理大學擁有和經營的天文專業天文台。這座天文興建於1914年，並以原任職於該校的天文學家兼數學家范·弗萊克的名字命名。這座天文台坐落在美國康乃狄克州的米德爾敦。

## 望遠鏡
大學本身擁有三架望遠鏡。一架16-英寸（410-）和一架20-英寸（510-）都會在每週的公眾觀測夜，對衛斯理社區的一班民眾開放。第三架，24-英寸（610-）的帕金望遠鏡，主要用於研究，包括高年級和研究生的學生論文專案，以及部門的研究專案。帕金的視野是在新英格蘭的望遠鏡最大的。衛斯理還參予一個大學聯盟主持，設在亞利桑那州基特峰國家天文台的WIYN .9米望遠鏡的操作。學生（本科和研究生）和教師有機會花費時間使用在亞利桑那州的望遠鏡做研究。衛斯理也是凱克東北天文學大學聯盟（KNAC）的成員。

## 歷任台長
- 弗雷德里克·斯洛克姆, 1915-44
- Carl Leo Stearns, 1944-60
- Thornton L. Page, 1960-71
- Arthur R. Upgren, 1973-93
- William Herbst, 1993-99
- John Salzer, 1999-2004
- William Herbst, 2004-

## 外部連結
- Van Vleck Observatory homepage